# Douglas XB-19
O Douglas XB-19 foi o maior bombardeiro feito pela United States Army Air Corps até 1946. Originalmente era chamado de XBLR-2 (XBLR - denotação para Bombardeiro Experimental de Longo Alcance).
O projeto proposto para o voo de teste do XB-19 que ele teria as características de voo e técnicas similares de bombardeiros gigantes. A Douglas Aircraft Company foi forçada a cancelar a projeto pelo motivo de ser extremamente caro.
O avião finalmente fez o seu primeiro voo em 27 de junho de 1941, três anos após o previsto no contrato. Após completar o teste, o XB-19 serviu como cargueiro até ter o projeto abandonado em 1949.

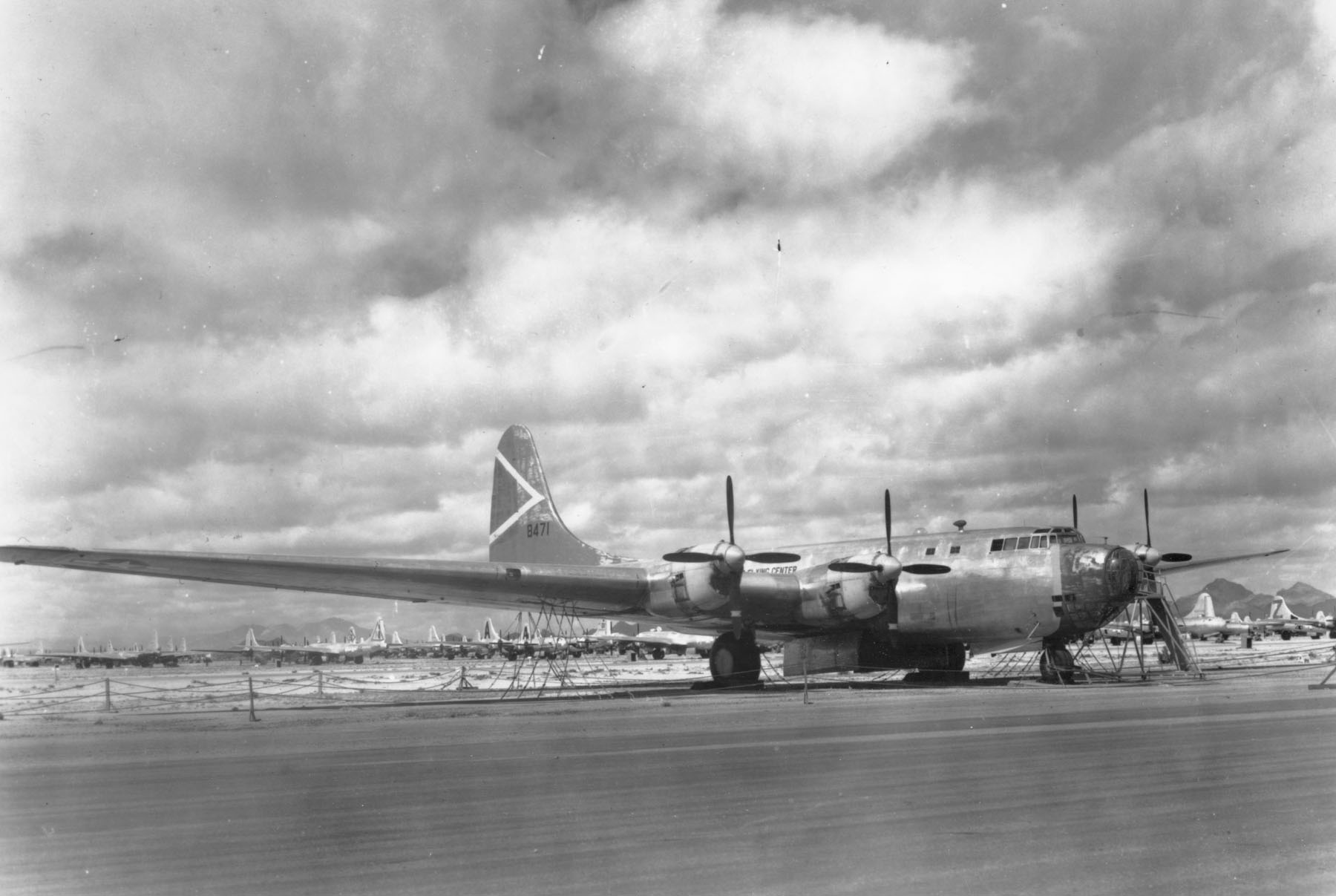
O XB-19A na base Base Aérea Davis-Monthan da Força Aérea dos Estados Unidos antes de seu desmanche.